# Discovery (東京事變)
《Discovery》（Discovery，Discovery）是東京事變的第十張DVD，於2012年2月25日與第一張演唱會精選專輯《東京Collection》一同發售。DVD發行當週即賣出2.1萬張，總計銷售額3.7萬張，名列2012年年度銷售榜第53位。藍光版本發行當週即賣出1.2萬張，總計銷售額1.8萬張，名列2012年年度銷售榜第23位。

## 簡介
此張DVD是收錄東京事變《東京事變 live tour 2011 Discovery》巡迴演唱會的其中一站，於2011年12月7日在東京國際論壇所舉行的，其演唱的歌曲及幕後花絮。
在日本02月15日發行DVD及藍光版，台灣則是等到02月27日才發行進口盤DVD、進口盤BD與台壓版DVD。
值得賀喜的是同天發行的兩張作品，不管是演唱會DVD《Discovery》還是第一張演唱會精選專輯《東京Collection》皆在Oricon銷售榜上名列第一名。而演唱會DVD《Discovery》還是第一次於單週綜合DVD排行中奪得冠軍。

## 曲目
1. 歡迎來到天國（天国へようこそ，Where's Heaven）
2. 迴響天空（空が鳴っている，Reverberation）
3. 隨風而去（風に肖って行け，Go With The Wind）
4. 康乃馨（カーネーション，L' œillet）
5. 海底築巢的男人（海底に巣くう男，Regardez Moi）
6. 短暫少女（カリソメ乙女，Temporary Virgin）
7. 禁忌的遊戲（禁じられた遊び，Jeux Interdits）
8. 可畏的大人們（恐るべき大人達，Les Adultes Terribles）
9. 從前的男與女（かつては男と女，Un Homme Et Une Femme）
10. 太過帥氣（ハンサム過ぎて，Too Handsome）
11. 秘密（A Secret）
12. 某都民（某都民，The Citizens）
13. DOPA-MINT！（ドーパミント！，Dopa-Mint!）
14. 每個女孩子啊（女の子は誰でも，Fly Me To Heaven）
15. 歌舞伎（歌舞伎，The Kabuki）
16. Mirror Ball（ミラーボール，Mirror-ball）
17. 能動的三分間（能動的三分間，3min.）
18. OSCA（OSCA，O.S.C.A.）
19. 絕對值對相對值（絶対値対相対値，Relative vs. Absolute）
20. 電波通信（電波通信，Put Your Antenna Up）
21. 沒有電的都市（電気のない都市，City Without Electricity）
22. 21世紀宇宙之子（21世紀宇宙の子，Child Of The 21st Century Universe）
23. 閃光少女（閃光少女，Flash Girl）
Encore
24. 今夜虛驚（今夜はから騒ぎ，Beaucoup de Bruit pour Rien）
25. 群青日和（群青日和，Ideal Days for Ultramarine）
26. 全新文明開化（新しい文明開化，Brand New Civilization）

## 銷售排行

### Oricon 銷售榜(日本)
| 發行日期                | 排行榜                 | 最高排名 | 第一週銷售量 | 總銷售量 | 連續上榜次數 |
| ----------------------- | ---------------------- | -------- | ------------ | -------- | ------------ |
| 2012年2月15日 Discovery | Oricon DVD日銷售排行榜 | 1        | -            | 36,905   | 13週         |
| 2012年2月15日 Discovery | Oricon DVD週銷售排行榜 | 1        | 21,428       | 36,905   | 13週         |
| 2012年2月15日 Discovery | Oricon DVD年銷售排行榜 | 53       | 36,905       | 36,905   | 13週         |
| 2012年2月15日 Discovery | Oricon BD週銷售排行榜  | 2        | 12,274       | 17,698   | 7週          |
| 2012年2月15日 Discovery | Oricon BD年銷售排行榜  | 23       | 17,698       | 17,698   | 7週          |

### 其他銷售榜
| 名稱                    | 排行榜 | 首週   | 首週   | 最高   | 最高   | 連續上榜次數 |
| 名稱                    | 排行榜 | 排 行  | 銷售量 | 排 行  | 銷售量 | 連續上榜次數 |
| ----------------------- | ------ | ------ | ------ | ------ | ------ | ------------ |
| 2012年2月15日 Discovery |        |        |        |        |        |              |
| Soundscan：DVD Top 20   | #4     | 19,165 | #4     | 19,165 | 2週    |              |
| 台灣G-Music：影音榜     | #7     | 0.97%  | #7     | 0.97%  | 1週    |              |
| 台灣五大唱片：影音榜    | #7     | 1.00%  | #7     | 1.00%  | 2週    |              |

## 發行日期
| 國家 | 發行日期      | 發行形式      | 商品編號  | 定價      |
| ---- | ------------- | ------------- | --------- | --------- |
| 日本 | 2012年2月15日 | DVD           | TOBF-5723 | 4,200日圓 |
| 日本 | 2012年2月15日 | BD            | TOXF-5723 | 5,200日圓 |
| 台灣 | 2012年2月17日 | DVD（進口盤） | TOBF-5723 | 1,309元   |
| 台灣 | 2012年2月17日 | DVD（台壓盤） | I5258     | 529元     |
| 台灣 | 2012年2月17日 | BD（進口盤）  | TOXF-5723 | 1,599元   |

## 演唱會簡介
《東京事變 live tour 2011 Discovery》為二期東京事變第四次日本巡迴演唱會，原預計在12月2日結束巡迴演出，後又新增了4場演唱會，因此這次總共在十九個城市舉辦二十六場的演唱會，為東京事變歷年來跑最多地方，同時也是最多場的巡迴演唱會，場場皆吸引爆滿的觀眾前往感受東京事變的魅力。演唱會演唱的曲目以第五張專輯《大發現》為主。

### 演出人員
東京事變第二期成員
　椎名林檎 - 主　唱・吉他手

　龜田誠治 - 貝斯手

　刄田綴色 - 鼓　手

　　浮雲　 - 吉他手

　伊澤一葉 - 鋼琴手・吉他手

### 公演會場
| 日期           | 都道府縣 | 城市     | 場館                    |
| -------------- | -------- | -------- | ----------------------- |
| 日本           |          |          |                         |
| 2011年9月30日  | 東京都   | 府中市   | 府中之森藝術劇場        |
| 2011年10月2日  | 靜岡縣   | 靜岡市   | 靜岡市民文化會館        |
| 2011年10月7日  | 宮城縣   | 仙台市   | Sunplaza Hall           |
| 2011年10月8日  | 岩手縣   | 盛岡市   | 岩手縣民會館            |
| 2011年10月10日 | 北海道   | 札幌市   | Sapporo藝術文化會館     |
| 2011年10月14日 | 石川縣   | 金澤市   | 北陸電力會館            |
| 2011年10月16日 | 新潟縣   | 新潟市   | 新潟縣民會館            |
| 2011年10月19日 | 埼玉縣   | 埼玉市   | Sonic City Hall         |
| 2011年10月25日 | 福岡縣   | 福岡市   | Sunpalace Hall          |
| 2011年10月26日 | 福岡縣   | 福岡市   | Sunpalace Hall          |
| 2011年10月28日 | 鹿兒島縣 | 鹿兒島市 | 鹿兒島市民文化會館      |
| 2011年11月3日  | 兵庫縣   | 神戶市   | 神戶國際會館            |
| 2011年11月4日  | 岡山縣   | 倉敷市   | 倉敷市民會館            |
| 2011年11月6日  | 廣島縣   | 廣島市   | 廣島市文化交流會館      |
| 2011年11月12日 | 愛知縣   | 名古屋市 | 名古屋國際會議場        |
| 2011年11月13日 | 愛知縣   | 名古屋市 | 名古屋國際會議場        |
| 2011年11月16日 | 神奈川縣 | 橫濱市   | 神奈川縣民會館          |
| 2011年11月22日 | 大阪府   | 北區     | 大阪府立國際會議場      |
| 2011年11月23日 | 大阪府   | 北區     | 大阪府立國際會議場      |
| 2011年11月25日 | 香川縣   | 高松市   | 香川縣縣民會館          |
| 2011年12月1日  | 東京     | 千代田區 | 東京國際論壇            |
| 2011年12月2日  | 東京     | 千代田區 | 東京國際論壇            |
| 追加公演       |          |          |                         |
| 2011年12月6日  | 東京     | 千代田區 | 東京國際論壇            |
| 2011年12月7日  | 東京     | 千代田區 | 東京國際論壇            |
| 2011年12月24日 | 青森縣   | 青森市   | 青森市文化會館          |
| 2011年12月26日 | 福島縣   | 磐城市   | 磐城藝術文化交流館ALIOS |

### 演唱會演出曲目
1. 歡迎來到天國
2. 迴響天空
3. 隨風而去
4. 海底築巢的男人
5. 短暫少女
6. 禁忌的遊戲
7. 可畏的大人們
8. 太過帥氣
9. 從前的男與女
10. 某都民
11. 秘密
12. DOPA-MINT！
13. 每個女孩子啊
14. 歌舞伎
15. Mirror Ball
16. 能動的三分間
17. 電波通信
18. 絕對值對相對值
19. 沒有電的都市
20. 21世紀宇宙之子
21. 康乃馨（Encore）
22. 黎明之歌（Encore）
23. OSCA（Encore）
24. 群青日和（Encore）
25. 全新文明開化（Encore）

1. 歡迎來到天國
2. 迴響天空
3. 隨風而去
4. 康乃馨
5. 海底築巢的男人
6. 短暫少女
7. 禁忌的遊戲
8. 可畏的大人們
9. 太過帥氣
10. 從前的男與女
11. 某都民
12. 秘密
13. DOPA-MINT！
14. 每個女孩子啊
15. 歌舞伎
16. Mirror Ball
17. 能動的三分間
18. OSCA
19. 絕對值對相對值
20. 電波通信
21. 沒有電的都市
22. 21世紀宇宙之子
23. 閃光少女
24. 黎明之歌（Encore）
25. 群青日和（Encore）
26. 全新文明開化（Encore）

1. 歡迎來到天國
2. 迴響天空
3. 隨風而去
4. 康乃馨
5. 海底築巢的男人
6. 短暫少女
7. 禁忌的遊戲
8. 可畏的大人們
9. 從前的男與女
10. 某都民
11. 太過帥氣
12. 秘密
13. DOPA-MINT！
14. 每個女孩子啊
15. 歌舞伎
16. Mirror Ball
17. 能動的三分間
18. OSCA
19. 絕對值對相對值
20. 電波通信
21. 沒有電的都市
22. 21世紀宇宙之子
23. 閃光少女
24. 黎明之歌（Encore）
25. 群青日和（Encore）
26. 全新文明開化（Encore）

1. 歡迎來到天國
2. 迴響天空
3. 隨風而去
4. 康乃馨
5. 海底築巢的男人
6. 短暫少女
7. 禁忌的遊戲
8. 可畏的大人們
9. 從前的男與女
10. 太過帥氣
11. 秘密
12. 某都民
13. DOPA-MINT！
14. 每個女孩子啊
15. 歌舞伎
16. Mirror Ball
17. 能動的三分間
18. OSCA
19. 絕對值對相對值
20. 電波通信
21. 沒有電的都市
22. 21世紀宇宙之子
23. 閃光少女
24. 黎明之歌（Encore）
25. 群青日和（Encore）
26. 全新文明開化（Encore）

1. 歡迎來到天國
2. 迴響天空
3. 隨風而去
4. 康乃馨
5. 海底築巢的男人
6. 短暫少女
7. 禁忌的遊戲
8. 可畏的大人們
9. 從前的男與女
10. 太過帥氣
11. 秘密
12. 某都民
13. DOPA-MINT！
14. 每個女孩子啊
15. 歌舞伎
16. Mirror Ball
17. 能動的三分間
18. OSCA
19. 絕對值對相對值
20. 電波通信
21. 沒有電的都市
22. 21世紀宇宙之子
23. 閃光少女
24. 三十二歲的別離（Encore）
25. 群青日和（Encore）
26. 全新文明開化（Encore）

1. 歡迎來到天國
2. 迴響天空
3. 隨風而去
4. 康乃馨
5. 海底築巢的男人
6. 短暫少女
7. 禁忌的遊戲
8. 可畏的大人們
9. 從前的男與女
10. 太過帥氣
11. 秘密
12. 某都民
13. DOPA-MINT！
14. 每個女孩子啊
15. 歌舞伎
16. Mirror Ball
17. 能動的三分間
18. OSCA
19. 絕對值對相對值
20. 電波通信
21. 沒有電的都市
22. 21世紀宇宙之子
23. 閃光少女
24. 今夜虛驚（Encore）
25. 群青日和（Encore）
26. 全新文明開化（Encore）

1. 歡迎來到天國
2. 迴響天空
3. 隨風而去
4. 康乃馨
5. 海底築巢的男人
6. 短暫少女
7. 禁忌的遊戲
8. 可畏的大人們
9. 從前的男與女
10. 太過帥氣
11. 秘密
12. 某都民
13. DOPA-MINT！
14. 每個女孩子啊
15. 歌舞伎
16. Mirror Ball
17. 能動的三分間
18. OSCA
19. 絕對值對相對值
20. 電波通信
21. 沒有電的都市
22. 21世紀宇宙之子
23. 閃光少女
24. All I Want for Christmas Is You（Encore）
25. 今夜虛驚（Encore）
26. 群青日和（Encore）
27. 全新文明開化（Encore）

## 外部連結
- 《Discovery》台灣特設網站

## 脚注